# Jan Heinisch

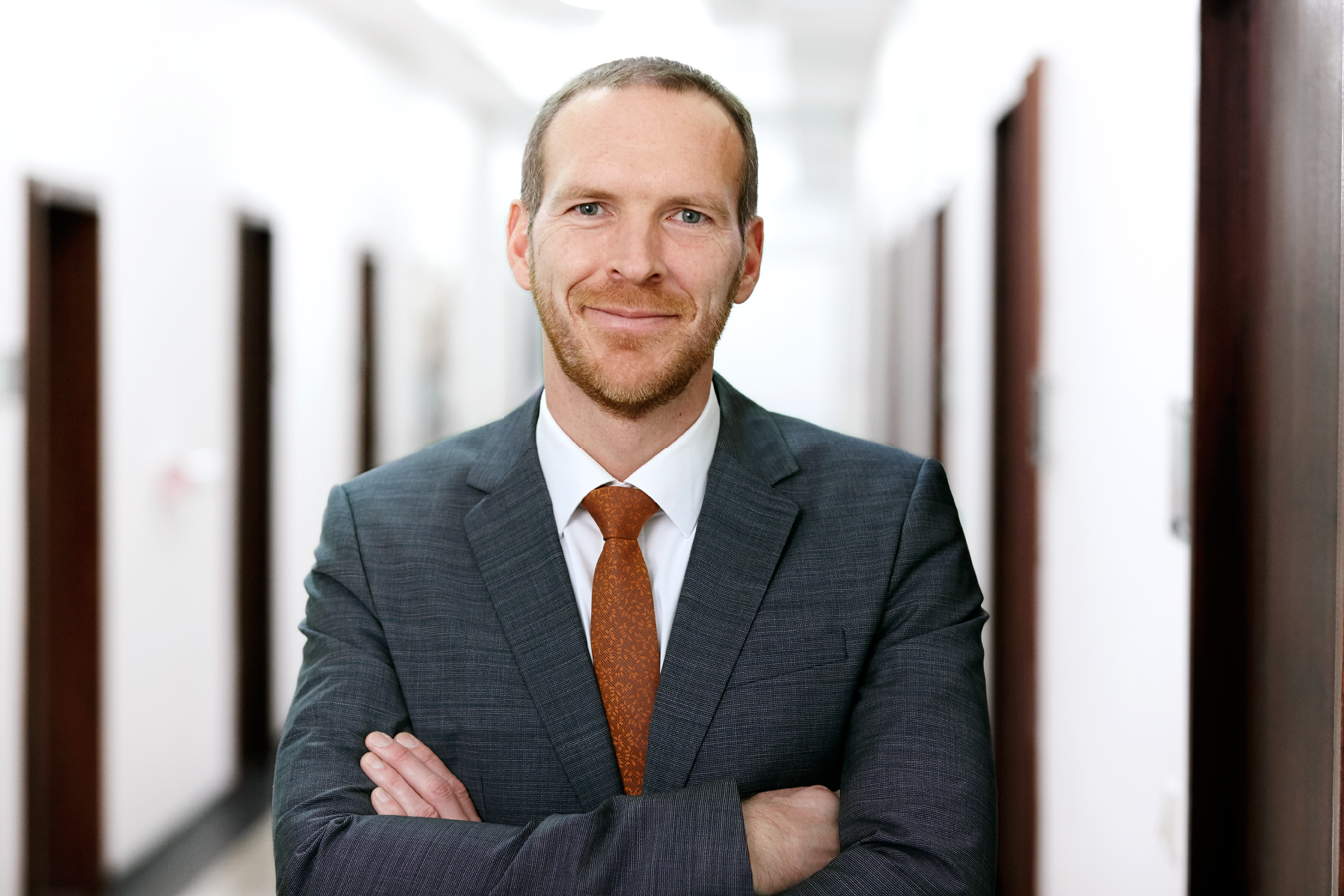
Jan Heinisch (2020)

Jan Volker Heinisch (* 1. Mai 1976 in Düsseldorf) ist ein deutscher Politiker (CDU) und Verwaltungsbeamter. Er war von 2004 bis 2017 hauptamtlicher Bürgermeister der Stadt Heiligenhaus und von 2017 bis 2022 Staatssekretär im Ministerium für Heimat, Kommunales, Bau und Gleichstellung des Landes Nordrhein-Westfalen. Heinisch war kurzzeitig 2017 und ist erneut seit 2022 Mitglied des Landtages Nordrhein-Westfalen. Seit 2022 ist er stellvertretender Fraktionsvorsitzender der CDU-Fraktion im nordrhein-westfälischen Landtag und seit 2023 stellvertretender Landesvorsitzender der CDU NRW.

## Leben
Nach dem Besuch der Gerhard-Tersteegen-Grundschule in Heiligenhaus-Hetterscheidt ab 1982 besuchte er das Immanuel-Kant-Gymnasium in Heiligenhaus. Von 1995 bis 2000 studierte Heinisch an der Heinrich-Heine-Universität Düsseldorf und der Universität Paris-Nanterre Rechtswissenschaften. Er arbeitete an mehreren Lehrstühlen der juristischen Fakultät als studentische Hilfskraft. Das erste juristische Staatsexamen legte er im Jahre 2000 ab.
Zwischen 2001 und 2004 schrieb er seine Doktorarbeit, die als beste juristische Dissertation an der Heinrich-Heine-Universität mit einer Preisverleihung gewürdigt wurde. Nach der Referendarzeit folgte 2005 das zweite Staatsexamen.

## Beruf
Von 2000 bis 2003 war er wissenschaftlicher Mitarbeiter am Lehrstuhl für Bürgerliches Recht und Zivilprozessrecht an der Universität in Düsseldorf. Seit 2001 übernimmt Heinisch Lehraufträge an der Uni Düsseldorf. Von 2004 bis 2017 war er hauptamtlicher Bürgermeister von Heiligenhaus. Er wurde am 30. August 2009 mit 61,65 % und am 25. Mai 2014 mit 62,66 % der Stimmen bis 2020 wiedergewählt. Von 2014 bis 2017 war Heinisch Mitglied im Präsidium des nordrhein-westfälischen Städte- und Gemeindebundes. Im Jahr 2009 wurde er zum Vorsitzenden des Bergisch-Rheinischen Wasserverbandes, eines der zehn großen Wasserverbände Nordrhein-Westfalens, gewählt. Er übt dieses Amt bis 2017 aus.
Weiterhin ist er seit 2005 Lehrbeauftragter am Bergischen Studieninstitut für kommunale Verwaltung in Wuppertal und seit 2009 an der Fachhochschule für öffentliche Verwaltung NRW. Seit Dezember 2016 ist Heinisch Lehrbeauftragter an der Bergischen Universität Wuppertal für den Bereich „Recht im Brandschutz“.
Am 30. Juni 2017 wurde Heinisch von Ministerpräsident Armin Laschet zum Staatssekretär im Ministerium für Heimat, Kommunales, Bau und Gleichstellung des Landes NRW berufen. Ab dem 27. Oktober 2021 war er in der gleichen Funktion auch im Kabinett Wüst I tätig. Mit dem Antritt des Kabinetts Wüst II schied er am 29. Juni 2022 aus dem Amt aus.

## Politik
Im Jahr 1993 trat Jan Heinisch in die CDU ein. Von 1994 bis 2003 war er als sachkundiger Bürger im Stadtrat von Heiligenhaus vertreten. Danach war er bis 2005 Vorsitzender der örtlichen CDU. 2003/04 war er Ratsmitglied und seit 2010 ist er Vorsitzender der CDU im Kreis Mettmann.
Am 30. Juni 2012 wurde Heinisch zu einem der stellvertretenden Vorsitzenden der CDU Nordrhein-Westfalen gewählt. Bei der Landtagswahl in Nordrhein-Westfalen 2017 wurde er im Landtagswahlkreis Mettmann III in den Landtag Nordrhein-Westfalen gewählt und musste daraufhin sein Bürgermeisteramt niederlegen. Sein Abgeordnetenmandat legte er am 29. Juni 2017 nieder, um als Staatssekretär ins Ministerium für Heimat, Kommunales, Bau und Gleichstellung zu wechseln.
Heinisch wurde durch die CDU-Fraktion im Landtag Nordrhein-Westfalen als Mitglied für die 16. Bundesversammlung benannt, in der Frank-Walter Steinmeier am 12. Februar 2017 zum Bundespräsidenten gewählt wurde.
Bei der Landtagswahl in Nordrhein-Westfalen 2022 wurde Heinisch im Landtagswahlkreis Mettmann III – Mülheim II erneut gewählt und gehört dem Landtag Nordrhein-Westfalen seither wieder als Abgeordneter an.
Heinisch gehört als Vertreter des Landtags dem Rundfunkrat des WDR an.
Im März 2025 verhandelte er als Mitglied der Arbeitsgruppe Klima und Energie die energiepolitischen Leitlinien im Koalitionsvertrag mit der SPD. Zeitgleich brachte er öffentlich die zukünftige Wiederaufnahme des Erdgasimportes aus Russland ins Spiel. Wenn ein "gerechter und sicherer Frieden gefunden" sei, dann müsse "man auch wieder über den Kauf russischen Gases sprechen dürfen". Zuvor hatte sich auch schon sein Parteikollege Thomas Bareiß ähnlich geäußert. Dafür wurden beide kritisiert.

## Kritik
Heinisch geriet im April 2022 in die Kritik als bekannt wurde, dass er während und nach der Flutkatastrophe Mitte Juli 2021 für drei Wochen im Urlaub in Frankreich war. Im Parlamentarischen Untersuchungsausschuss zur Flut soll er befragt werden.

## Ehrenamtliches Engagement in der Feuerwehr und deren Jugendarbeit
Jan Heinisch trat 1989 in die Jugendfeuerwehr der Freiwilligen Feuerwehr Heiligenhaus ein. Neben Ämtern als Jugendfeuerwehrwart und stellvertretender Kreisjugendfeuerwehrwart war er auch von 2001 bis 2010 Redakteur der Mitgliederzeitschrift „Lauffeuer“. Über die Deutsche Jugendfeuerwehr und den Deutschen Bundesjugendring wurde Heinisch als Mitglied des Beirates des Deutsch-Französischen Jugendwerks vorgeschlagen und im Jahr 2007 von der Bundesregierung durch Kabinettsbeschluss dorthin entsandt. Heinisch wurde 2009 für die deutsche Seite zum Vorsitzenden des Beirats gewählt. Diese Funktion übte er bis zu seinem Ausscheiden aus dem Beirat im Jahr 2014 aus. Seit November 2010 ist er Vorsitzender des Verbandes der Feuerwehren in NRW e. V., 2017 wurde er für weitere sechs Jahre in seiner Funktion wiedergewählt.
Am 16. Dezember 2022 wurde Heinisch zum Leiter der Freiwilligen Feuerwehr Heiligenhaus ernannt.